# Coemansia ceylonensis
Coemansia ceylonensis är en svampart som beskrevs av Linder 1943. Coemansia ceylonensis ingår i släktet Coemansia och familjen Kickxellaceae.   Inga underarter finns listade i Catalogue of Life.